# ターボ・フォーク
ターボ・フォーク（セルビア・クロアチア語:Турбо-фолк、ラテン文字表記Turbo-folk）はバルカン半島発祥の流行音楽のジャンル。20世紀末の旧ユーゴスラヴィア諸国で興り、セルビア、ボスニア・ヘルツェゴビナ、モンテネグロがその主な中心であるが、クロアチア、マケドニア共和国、スロベニアといったほかの旧ユーゴスラヴィア諸国でも盛んである。

## 概要・特徴
- ターボ・フォークは、セルビアの伝統音楽やギリシャの音楽、ロマ音楽、トルコ音楽などの要素をポップ・ミュージックに取り入れ、ダンス・ミュージックなどの現代の流行音楽の要素を織り交ぜたものである[1]。なお、ターボ・フォークに関する記事が掲載されているネット・サイトは、last.FMなど限られたサイトだけである。
- 同様のものはバルカン半島各国に見られ、ブルガリア、ルーマニア、ギリシャ、トルコでもよく聴かれている。これらの国々には、それぞれ類似の音楽ジャンルであるチャルガ、マネーレ、ライカ、アラベスク・ポップ音楽が存在する。音楽性は、レディ・ガガやデュア・リパ、カーディのように派手な外見で、ドラム・マシーン、シーケンサーなどを使用する女性歌手が多いため、フォークやワールド・ミュージックの文脈で語られることは少ない。

## 詳細
ターボ・フォークの語は、ランボ・アマデウスによって、1980年代に冗談めかして語られたのが始まりである。アマデウスは、多くの音楽のスタイルを混合してそれらの要素を併せ持った、自身の音楽のスタイルについて語る中で出てきた言葉であり、進歩した現代的なイメージの「ターボ」と、伝統や保守を想起させる「フォーク」を結びつけたものである。
1991年、ベオグラード北部のノヴィ・ベオグラード地区には違法ラジオ局がいくつかあった。その中のひとつは DJ W-ICE なる人物によって運営され、そこでは民俗音楽とダンス・ミュージックをミックスして放送していた。W-ICE は後に、ゾリツァ・ブルンツリクはじめ、民俗音楽のビデオ・クリップに登場するようになった。
実際には、ターボ・フォークという語が登場してから、それが真剣に取り扱われるようになるまでには数年の年月がかかった。1993年、ユーゴスラヴィアは瓦解し紛争が始まり、旧ユーゴスラヴィア各国の経済状態は悪化した。国際的な経済制裁を受けたセルビアなどでは極度のインフレーションを経験した（ユーゴスラビア・ディナールも参照）。この時、多くの人々が商業的民俗音楽に癒しを求めていた。
このような商業的民俗音楽は低俗であると見なされつつも、その需要は伸び、セルビアなどの地域の音楽シーンのトップに躍進した。その中心となったのは享楽的で挑発的な有り様のものであった。
- ミタル・ミリッチ（英語版）の「Ne Može Nam Niko Ništa」は、男女の愛があらゆる困難に打ち勝つ内容を歌ったものであり、暗にセルビアの国際的孤立の哀感を表したものである。
- 1994年にイヴァン・ガヴリロヴィッチ（セルビア語版）の曲「200 na sat」（毎時200回）は疾走するスポーツ・カーを歌った内容であり、ターボ・フォークの方向性を確立する内容となった。この曲はクロアチアのロック・バンド、Vatrogasci（英語版） によって「Nema Ograničenja」のタイトルでカヴァーされ、そのコーラス・ラインの中では「ターボ・フォーク」の語が登場する。

やがて、ターボ・フォークはひとつの確立した音楽としてその名前で知られるようになり、ツェツァやミラ・シュコリッチ、ドラガナ・ミルコヴィッチらは脚線美を強調したパフォーマンスや禁忌を破る内容でこのジャンルに入り込み、大スターへと成長していった。露出度の高い女性たちによる扇情的な舞台パフォーマンスと歌詞は、セルビアにおいてパフォーマンスとテレビ放送の回数を押し上げる確実な方法であった。
ターボ・フォークは、ユーゴスラヴィアの商業的民俗音楽を強く受け継いでおり、その商業的民俗音楽そのものは、ユーゴスラヴィアでは1970年代から既に大変に人気のある音楽であった。そのため、いつの時代までが商業的民俗音楽で、いつの時代からがターボ・フォークと呼ぶべきものなのかははっきり区分けすることは難しい。
音楽的には、ターボ・フォークと商業的民俗音楽は大変に似通っている。それらは共にロマ音楽や中近東の音楽、トルコの流行音楽、ギリシャの流行音楽、セルビアのブラス・バンドなどの混合であり、ロックや現代の電子音楽などの要素を併せ持っている。
ターボ・フォークと商業的民俗音楽の主な違いは、その視覚面と歌詞の内容の違いである。ターボ・フォークではより外見的な性的魅力を誇示し、露出度の高い服を着て、愛の歌やみだらな内容を暗喩する歌詞が多く登場する傾向にある。
そのため、ターボ・フォークは根本的に商業的民俗音楽と同一のものであり、その違いはパフォーマーの年代の違いでしかないとする見方もある。このような立場からの見解はおおよそ次のようなものである。
- レパ・ルキッチ（英語版）やシルヴァナ・アルメヌリッチ（英語版）らによって支えられた1970年代の商業的民俗音楽は、とてもポップで親しみやすく一般受けするものであると自認する。
- 1980年代にはシーンの頂点はレパ・ブレナやヴェスナ・ズミヤナツ（英語版）らに取って代わられた。彼女らはより高い歌唱力に加え魅力的な外見を持ち、私生活など音楽以外の面でも注目されるようになった。
- 1990年代から2000年代にかけて、ツェツァやイェレナ・カルレウシャらがその頂点に立ったことは、1980年代までの商業的民俗音楽の流れから言えば自然なことであり、より外見的なものを重視すると言う次の段階に移ったに過ぎない。

## 前史の歌手

### 1950年代
- 1954年…シルヴァナ・アルメヌリッチ（英語版）

### 1960年代
- 1964年…レパ・ルキッチ（英語版）
- 1968年…ケマル・マロヴチッチ（英語版）
- 1969年…シャバン・シャウリッチ（英語版）

### 1970年代
- 1972年…ロドリュブ・ロキ・ヴロヴィッチ
- 1974年…ゾリツァ・ブルンツリク（英語版）
- 1975年…ミレ・キティッチ（英語版）、ミタル・ミリッチ（英語版）、ナダ・トプチャギッチ（英語版）
- 1976年…ドラガン・コイッチ・ケバ（英語版）
- 1978年…シナン・サキッチ（英語版）
- 1979年…ヴェスナ・ズミヤナツ（英語版）

### 1980年代
- 1981年…マリンコ・ロクヴィッチ（英語版）
- 1982年…レパ・ブレナ
- 1983年…ズラタ・ペトロヴィッチ（英語版）
- 1984年…ドラガナ・ミルコヴィッチ、ミロシュ・ボヤニッチ（英語版）
- 1985年…アナ・ベクタ（英語版）
- 1987年…サニャ・ジョルジェヴィッチ（英語版）

## 主な歌手

### 1980年代
- 1988年…ツェツァ、マルタ・サヴィッチ（英語版）、ミラ・シュコリッチ（セルビア語版）
- 1989年…バヤ・マリ・クニンジャ、オスマン・ハジッチ（英語版）

### 1990年代
- 1990年…ナタシャ・ジョルジェヴィッチ（英語版）
- 1992年…インディラ・ラディッチ、ネデリコ・バイッチ・バヤ（英語版）
- 1993年…ダーラ・ブバマラ、シャコ・ポルメンタ（英語版）、シニシャ・ヴツォ（英語版）、スザナ・ヨヴァノヴィッチ（英語版）、ヴィキ・ミリコヴィッチ（英語版）
- 1994年…エルマ・シナノヴィッチ（英語版）、イヴァン・ガヴリロヴィッチ（セルビア語版）、ジェリコ・シャシッチ（英語版）
- 1995年…イェレナ・カルレウシャ、アツァ・ルカス（英語版）
- 1997年…ジェリコ・ヨクシモヴィッチ
- 1998年…ストヤ、サニャ・マレティッチ（英語版）、ティナ・イヴァノヴィッチ（英語版）

### 2000年代
- 2000年…ゴガ・セクリッチ、ミナ・コスティッチ（英語版）
- 2001年…スラジャナ・デリバシッチ、サシャ・マティッチ（英語版）
- 2002年…セカ・アレクシッチ
- 2003年…ラダ・マノイロヴィッチ（英語版）、ナターシャ・マティッチ、オリャ・カルレウシャ（英語版）
- 2004年…アトミック・ハルモニク、ボヤン・ビェリッチ（英語版）、ダニイェラ・ヴラニッチ（セルビア語版）
- 2005年…ダルコ・フィリポヴィッチ（英語版）、スラヴィツァ・チュクテラシュ（英語版）、ターニャ・サヴィッチ
- 2006年…アナ・ラジェン
- 2007年…サンドラ・アフリカ（英語版）
- 2008年…ミア・ボリサヴリェヴィッチ（英語版）
- 2009年…ミラン・スタンコヴィッチ、ミリツァ・トドロヴィッチ、ダルコ・ラジッチ（英語版）、イェレナ・コストヴ（セルビア語版）

### 2010年代
- 2010年…イヴァナ・セラコヴ（英語版）
- 2012年…カタリナ・グルイッチ（英語版）、ミリツァ・パヴロヴィッチ（英語版）
- 2013年…アレクサンドラ・プリヨヴィッチ（セルビア語版）、カタリナ・ジヴコヴィッチ（英語版）、マリナ・ヴィスコヴィッチ（セルビア語版）
- 2014年…テア・タイトヴィッチ（セルビア語版）

### 2020年代
- ウラジミール・マラス
- オルゲンク

## サイトブック
- Collin, Matthew (2004) [2001]. This is Serbia calling (2nd edition ed.). London: Serpent's Tail. pp. pp. 78–84. ISBN 1-85242-776-0
- Gordy, Eric (1999). “The Destruction of Musical Alternatives”. The Culture of Power in Serbia. Penn State Press. ISBN 978-0-271-01958-1